# بولندا في العصور الوسطى المبكرة

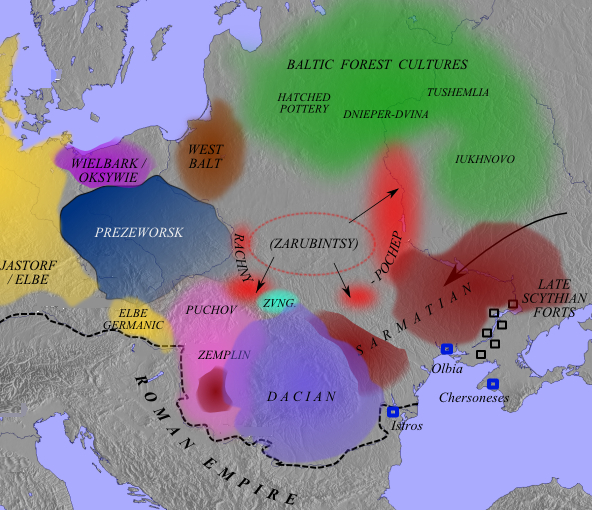
الثقافات في وسط وشرق أوروبا حوالي 100 م.

يُعد وصول مجموعة السلاف الغربيين واستقرارهم أهم ظاهرة حدثت داخل أراضي بولندا في العصور الوسطى المبكرة. بدأت الهجرات السلافية إلى منطقة بولندا الحالية في النصف الثاني من القرن الخامس الميلادي، بعد نحو نصف قرن من إخلاء هذه الأراضي من قبائل الجرمانيين الفارين من قبائل الهون. استقرت الموجات الأولى من المهاجرين السلاف بالقرب من نهر فيستولا العلوي وفي أماكن أخرى من أراضي جنوب شرق بولندا الحالية وأراضي جنوب ماسوفيا. كان المهاجرون القادمون من الشرق ومن المناطق العليا والوسطى لنهر دنيبر ينتمون بشكل أساسي للفرع الغربي من السلاف الأوائل المعروفين باسم «سكلافيني»، ومنذ وصولهم صُنفو على أنهم السلاف الغربيين. تنتمي آثارهم الحضارية المبكرة إلى حضارة براغ كورشاك، والتي تشبه حضارة كييف السابقة.
من هناك تفرق السكان الجدد في الشمال والغرب على مدار القرن السادس. عاش السلاف على زراعة المحاصيل وقد كانوا عمومًا مزارعين، لكنهم شاركوا أيضًا في عمليات الصيد والجمع. حدثت الهجرات نتيجة لغزوات الجيوش والقبائل القادمة من الشرق مثل قبائل الهون، والأفار، والمجريين؛ الأمر الذي أدى إلى زعزعة الاستقرار في أوروبا الشرقية والوسطى. سهلت الهجرة السابقة للشعوب الجرمانية نحو المناطق الأكثر أمانًا والأكثر تطورًا في غرب وجنوب أوروبا هذا التوجه الغربي في الهجرة للشعوب السلافية. شكل السلافيون المهاجرون منظمات قبلية صغيرة ابتداء من القرن الثامن، وقد اندمج بعضها في ما بعد في منظمات أكبر أصبحت أقرب لما يشبه الدولة. بدءًا من القرن السابع، شيدت هذه الوحدات القبلية العديد من الجسور والمباني المحصنة بجدران ترابية وخشبية، وقد أُطلق عليها اسم «غورد». سُكنت بعض هذه المباني، لكن البعض الآخر كان عبارة عن مساحة كبيرة فارغة داخل جدران.
بحلول القرن التاسع، استقر السلاف على ساحل بحر البلطيق في بوميرانيا، والتي تطورت في ما بعد لتصبح قوة تجارية وعسكرية. عُثر على بقايا المستوطنات الاسكندنافية ومستوطنات إمبوريا على طول ساحل بحر البلطيق. وربما كان أهم هذه المناطق هي المستوطنة التجارية والميناء البحري في ترووسو، والواقعة في بروسيا. لم تتأثر بروسيا نفسها بالهجرة السلافية وبقيت مأهولة بشعب البلطيق، وهم البروسيون القدماء. خلال نفس الوقت، سيطرت قبيلة الفيزتولينز، والتي كانت متمركزة في كراكوف والمنطقة المحيطة بها، على منطقة كبيرة في الجنوب، وقد طوروها وحصّنوها مع العديد من معاقلهم.
خلال القرن العاشر، تبين أن للبولانيين (البولانس-أهل الحقول) أهمية تاريخية كبيرة. إذ تمركز البولانيون في البداية في المناطق البولندية الوسطى المنخفضة؛ حول جيتش وبوزنان وجنيزنو، وابتداء من النصف الأول من القرن العاشر؛ مر البولانيون بفترة تسارع في بناء المستوطنات المحصنة والتوسع الإقليمي. في عام 966، وتحت حكم ميشكو الأول المنتمي إلى أسرة بياست، تحولت أراضي بولان التوسعية إلى المسيحية، ويُعتبر ذلك في العموم ولادة الدولة البولندية. استُغني عن اسم «ولاية ميشكو» أو «ولاية جنيزنو» بعد ذلك بفترة قصيرة لصالح اسم «بولندا»، وهو اسم مشتق من اسم قبيلة البولانس. استمر حكم أسرة بياست لبولندا حتى أواخر القرن الرابع عشر.

## أصل الشعوب السلافية

### البدايات السلافية لبولندا
تعود أصول الشعوب السلافية، والتي وصلت إلى الأراضي البولندية في بداية العصورالوسطى كممثلين لحضارة براغ، إلى حضارة كييف، التي تشكلت بداية من القرن الثالث الميلادي، والمستمدة من الأفق الحضاري لما بعد حضارة الزيربنسي، وقد كانت هي نفسها واحدة من جماعات ما بعد حضارة الزيربنسي. تظهر هذه العلاقة الإثنية واضحة بين معظم سكان حضارة كييف والمستوطنات السلافية المبكرة في أحواض أودر وفيستولا والتي تعود للقرنين السادس والسابع، وذلك على الرغم من افتقار وجود هذه العلاقة في نفس المستوطنات السلافية والمدنيات المحلية القديمة داخل المنطقة نفسها في الفترة 400-450 للميلاد.

### حضارة زاروبينتسي
امتد نطاق حضارة زاروبينتسي، التي عاشت تقريبًا من 200 قبل الميلاد حتى 150 بعد الميلاد، على طول نهر دنيبر الأوسط والأعلى ورافده نهر بريبيات، ولكنها خلّفت مستوطنات أيضًا في أجزاء من منطقة بوليسيا وحوض نهر بوك الأعلى. وأهم المجموعات المحلية المميزة هي مجموعة بوليسيا، ومجموعة دنيبر الأوسط، ومجموعة دنيبر الأعلى. تفرّعت حضارة زاروبينتسي عن حضارة ميلوغراد في الجزء الشمالي من امتدادها ومن السكان السكيثيين المحليين في الجزء الجنوبي. كما تأثر أصل مجموعة بوليسيا بحضارتي البومارنيين وياستورف. وقد تأثرت حضارة زاروبينتسي في بداياتها بشكل طفيف بحضارة لاتين ومنطقة البحر الأسود (عبر التبادل التجاري مع المدن اليونانية لتوفير البضائع المستوردة) والتي كانت مراكز الحضارة في مراحلها المبكرة، ولكنها لم تخضع كثيرًا للتأثير الروماني في الفترة اللاحقة، وبالتالي تخلّف نموّها الاقتصادي عن غيرها من حضارات العصر الروماني المبكر. مارست هذه الحضارة طقوس حرق الجثث، إذ دُفنت في الحفر الرفاتُ البشرية، وهدايا الموتى بما فيها الحليّ المعدنية، صغيرة العدد ومحدودة التنوع.

### حضارة كييف
نشأت حضارة كييف من حضارات ما بعد حضارة زاروبينتسي وغالبًا ما تُعتبر أقدم حضارة سلافية، ونمت خلال الفترات الرومانية اللاحقة (نهاية القرن الثاني حتى منتصف القرن الخامس) شمال مناطق حضارة تشيرنياخوف الشاسعة، في الأحواض العليا والوسطى لأنهار دنيبر، وديسنا، وسييم. تُظهر الخصائص الثقافية الأثرية لمواقع حضارة كييف أنها حضارةٌ متطابقة مع أو شديدة الشبه بالمجتمعات السلافية في القرن السادس (كونها تمثّل نفس النموذج الثقافي)، بما في ذلك المستوطنات التي وُجدت على أراضي بولندا المعاصرة. إجمالًا، تُعرف حضارة كييف من مواقع الاستيطان؛ أما مواقع الدفن التي تضمّ قبورًا في الحفر فهي قليلة وسيئة الإعداد. لم يُعثَر على الكثير من الأغراض المعدنية، على الرغم من اشتهارها بإنتاج الحديد ومعالجة المعادن الأخرى، بما في ذلك تقنيات طلاء المينا المزجج. كما صُنعت الأواني الفخارية بدون عجلة الفخار.
شكّلت حضارة كييف مستوىً متوسطًا من التطور، بين حضارات بربريكوم في أوروبا الوسطى، ومجتمعات منطقة الغابات في القسم الشرقي من القارة. اشتملت حضارة كييف على أربع مجموعات محلية: مجموعة دنيبر الأوسط، ومجموعة ديسنا، ومجموعة دنيبر الأعلى، ومجموعة دنيبر-دون. يشبه الإطار العام لحضارة كييف نموذج الحضارات السلافية المبكرة التي جاءت بعدها، ولا بدّ أنّها انبثقت بصورة أساسية من مجموعات حضارة كييف، ولكنها تطورت على الأرجح على مساحة أكبر، امتدت غربًا إلى قاعدة جبال الكاربات الشرقية، وانطلاقًا من أساسٍ أوسع لما بعد حضارة زاروبينتسي. توسعت حضارة كييف والمجموعات ذات الصلة بشكل كبير بعد العام 375 ميلادية، عندما دمّر شعبُ الهون دولةَ القوط الشرقيين، وبشكل أوسع حضارة تشيرنياخوف. وفي منتصف القرن الخامس، أسهم انهيار اتحاد شعب الهون نفسه في تسهيل عملية التوسّع السلافي وتسريعها، وشملت آنذاك الحضارات المنبثقة عن حضارة كييف.

### في المصادر مكتوبة
تأكّد المهدُ الشرقي للسلاف بشكل مباشر في مصدر مكتوب. وحدّد المؤلف المجهول، الذي يُعرف باسم كوزموغرافي رافينا (700 تقريبًا) حدّد سكيثيا، وهي منطقة جغرافية تشمل مناطق شاسعة من أوروبا الشرقية، بوصفها المكان «الذي شهد بدايات أجيال سكلافيني». أما سكيثيا «تمتدّ بعيدًا وتنتشر على نطاق واسع» في الاتجاهين الشرقي والجنوبي، وحدّها في الطرف الغربي، في عصر المؤرخ يوردانس (النصف الأول إلى منتصف القرن السادس) أو قبل ذلك، «الجرمان ونهر فيستولا». كما يردّ يوردانس نشأة السلاف إلى سكيثيا كذلك.

### وجهة نظر بديلة
وفقًا لنظرية بديلة سادت في أوائل القرن العشرين وما زالت تحظى بقبولٍ للوقت الحالي، فإن حضارات العصور الوسطى في منطقة بولندا المعاصرة لم تكن نتيجةً لموجة هجرة جماعية، إنما نشأت من انتقال ثقافي للسكان الأصليين في وقت مضى، والذين يمكن اعتبارهم السلاف الأوائل. لم يحظَ هذا الرأي بقبولٍ واسع، ومردّ ذلك أساسًا إلى فترة الانقطاع الأثري، والتي شهدتْ نُدرةً في المستوطنات أو غيابها التام، وبسبب الاختلافات الثقافية في أواخر العصور القديمة وأوائل العصور الوسطى. يذكر مقال صادر في العام 2011 تناولَ السلاف الغربيين الأوائل أن الفترة الانتقالية (من الإفقار السكاني النسبي) يصعب تقييمها من الناحية الأثرية. يرى البعض أن السكان «الجرمانيين» المتأخرين (في بولندا، حضارة برشيفورسك المتأخرة وغيرها) تركوا شرق أوروبا الوسطى وحلّ محلّهم السلاف القادمون من الشرق؛ في حين يعتقد آخرون أن المجموعات «الجرمانية» قد بقيت وتحوّلت إلى سلافية.
يقول كاتب المقال إن علم الآثار الحالي «غير قادر على إعطاء إجابة قاطعة، ولربما أدّى كلا الجانبين دورًا ما». من حيث أصلهم، لا ينبغي أن يوضع وجود المجموعات «الجرمانية» المحلية واللغوية كنقيض لوجود «السلاف»، لأن فهمنا الحالي للمصطلحات قد يكون قاصرًا عن إدراك الحقائق المعقدة في العصور القديمة المتأخرة وأوائل العصور الوسطى. لا يمكن تحديد اللغات المحلية في المنطقة من خلال الدراسات الأثرية، وإلى الآن لم ينجح التقييم الجيني لرفات جثث طقوس الحرق.

## التميّز والتوسع السلافي؛ حضارة براغ

### حضارة كولوشين وحضارة الآنتس، وحضارة براغ-كورتشاك
مع نهاية القرن الرابع وفي القرن الخامس، حدثت العملية النهائية لتمايُز الثقافات المعترف بها على أنها سلافية مبكرة، وحضارة كولوشين (على نفس أراضي حضارة كييف)، وحضارة الآنتس، وحضارة براغ-كورتشاك. بعيدًا عن نطاق ما بعد حضارة زاروبينتسي، استولى السلاف الأوائل على الكثير من أراضي حضارة تشيرنياخوف وحضارة داتشيان كاربات تومولي. نظرًا لعدم مغادرة جميع السكان السابقين من تلك الحضارات للمنطقة، فمن المحتمل أنهم أسهموا ببعض الجوانب في الحضارات السلافية.
نشأت حضارة براغ على الجزء الغربي خلال التوسع السلافي داخل أحواض نهر دنيبر الأوسط، ونهر بريبيات، ودنيستر الأعلى حتى جبال الكاربات، وفي جنوب شرق بولندا، أي في حوض فيستولا الأعلى والأوسط. كانت هذه الحضارةُ هي العنصر الرئيسي في معظم التوسّع السلافي في القرنين السادس والسابع، وشملت آنذاك أحواض نهر الدانوب الأوسط والأحواض الوسطى لنهر إلبه. من المحتمل جدًا أن تكون حضارة براغ هي نفسها حضارة سكلافيني التي أشار إليها المؤرخ يوردانس، والتي وصفها بأنها تمتد غربًا إلى منطقة نهر منابع فيستولا. سكن شعب حضارة الآنتس في الجزء الجنوبي الشرقي، من نهر سيفيرسكي دونتس إلى نهر الدانوب الأسفل (بما في ذلك المنطقة التي سكنها شعب الآنتس)، وكانت حضارة كولشين تقع شمال المنطقة الشرقية لحضارة شعب الآنتس (أحواض دنيبر وديسنا العليا). تُشير تسمية كورتشاك إلى الجزء الشرقي من حضارة براغ-كورتشاك، والتي كانت إلى حد ما أقل ارتباطًا بشكل مباشر بحضارة كييف الأم من الحضارتين الشقيقتين بسبب توسعها غربًا. شملت المستوطنات السلافية في أوائل القرن السادس مساحةً تبلغ ثلاثة أضعاف مساحة منطقة حضارة في كييف التي سبقتها بمئة عام.